# Orlando Ward

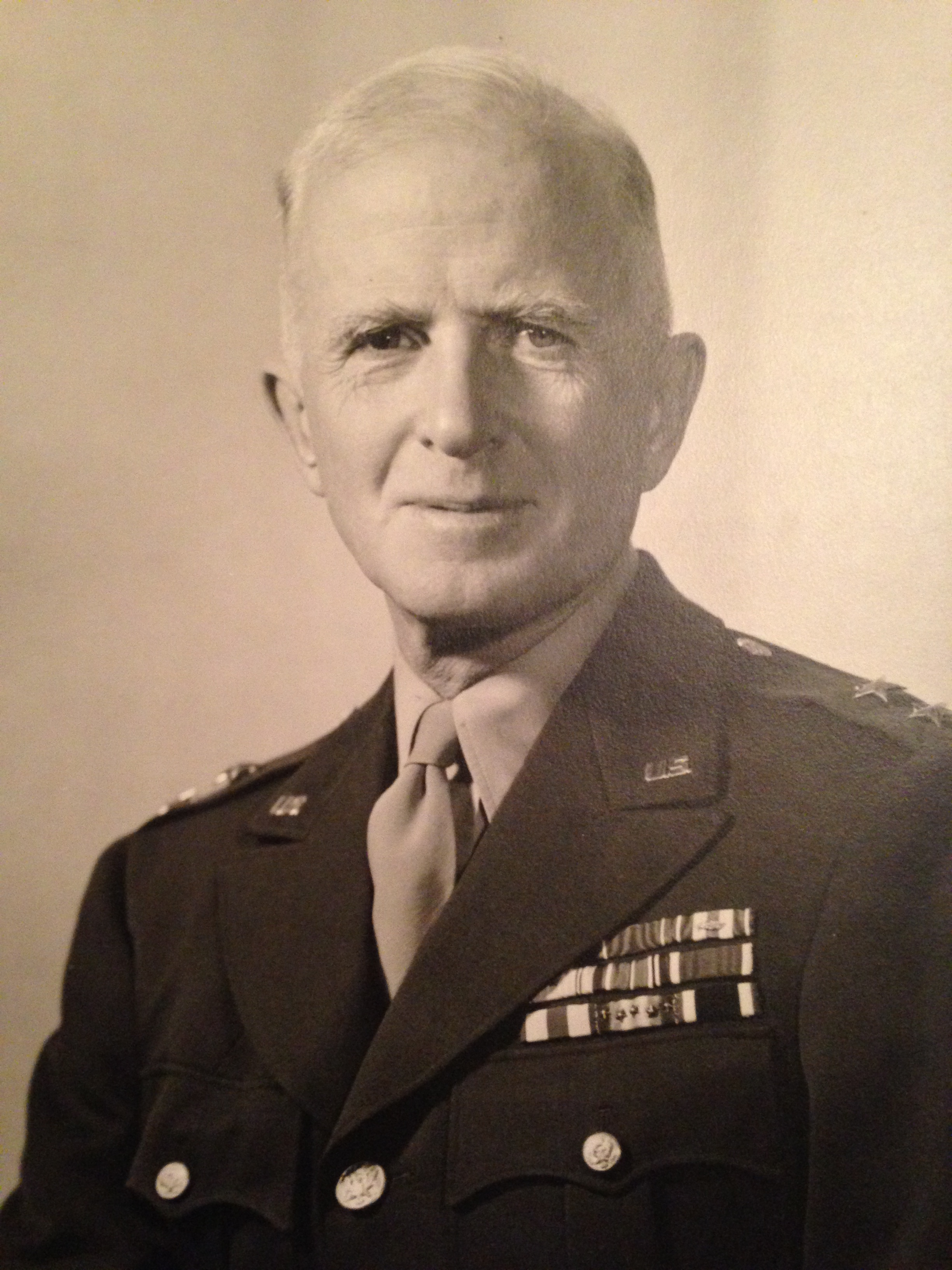
Orlando Ward

Orlando Ward (* 4. November 1891 in Macon, Missouri; † 4. Februar 1972 in Denver, Colorado) war ein Generalmajor der United States Army, der unter anderem im Zweiten Weltkrieg eingesetzt war.
Orlando Ward war der Sohn von Ethelbert Ward (1861–1938) und dessen Frau Ada Smith (1861–1927). Nach seiner Schulzeit absolvierte er die United States Military Academy in West Point. Statt der üblichen Studiendauer von vier Jahren benötigte er ein zusätzliches Jahr an der Akademie, weil es Probleme mit seinem Abschluss im Fach Französisch gab. Nach seinem im Juni 1914 erfolgten Abschluss wurde er als Leutnant der US-Kavallerie zugeteilt. In der Armee durchlief er anschließend alle Offiziersränge vom Leutnant bis zum Zwei-Sterne-General. Zunächst gehörte er dem 9. Kavallerie-Regiment an, das vorwiegend aus afroamerikanischen Soldaten bestand und in Arizona und New Mexico stationiert war. In der Folge nahm er an der Mexikanischen Expedition teil.
In dieser Zeit wechselte er von der Kavallerie zur Artillerie. Dort wurde er dem 10. Feldartillerie-Regiment zugewiesen, dessen Standort Camp Douglas in Arizona lag. Nach dem Eintritt der Vereinigten Staaten in den Ersten Weltkrieg wurde seine Einheit der 3. Infanterie-Division unterstellt und als Teil der American Expeditionary Forces auf dem Kriegsschauplatz in Frankreich eingesetzt. Dabei wurde er für seine militärischen Leistungen vor allem auch während der Schlacht an der Marne mit dem Silver Star ausgezeichnet. Seit Mai 1917 bekleidete Orlando Ward den Rang eines Hauptmanns.
In den 1920er und 1930er Jahren setzte Ward seine militärische Laufbahn fort. Dabei wurde er in unregelmäßigen Abständen befördert. Im Juni 1923 erreichte er den Rang eines Majors, im November 1935 wurde er Oberstleutnant und schließlich im Dezember 1940 Oberst. In den Jahren zwischen den beiden Weltkriegen war Orlando Ward auch als militärischer Lehrer an verschiedenen Einrichtungen tätig. Dazu gehörten das Reserve Officer Training Corps, die University of Wisconsin–Madison und die United States Army Field Artillery School. In den Jahren 1935 und 1936 absolvierte er das War College. Später übernahm er das Kommando über das 83. Feldartillerie-Regiment. Danach wurde er Stabsoffizier im Kriegsministerium. Dort diente er zwischen 1939 und 1941 als Sekretär des damaligen Stabschefs George C. Marshall.
Ward nahm in der Folge aktiv am Zweiten Weltkrieg teil. In den Jahren 1942 und 1943 kommandierte er die 1. Panzer-Division. Diese Einheit wurde in Nordafrika eingesetzt und nahm unter anderem an der Operation Torch, der Landung der Alliierten in diesem Gebiet, teil. In der ersten Phase des folgenden Feldzuges erlitt die 1. Panzer-Division einige Rückschläge gegen die deutschen Verteidiger. Sie war zwischenzeitlich auch zu vorübergehenden Rückzügen gezwungen. Im anschließenden Tunesienfeldzug und vor allem während der Schlacht am Kasserinpass setzte sich dieser Trend fort. Ward und seine Division konnten damit seine Vorgesetzten, vor allem Generalmajor George S. Patton, nicht zufrieden stellen. Das führte letztlich dazu, dass Ward seines Kommandos entbunden wurde.
Nach seiner Entlassung als Kommandeur der 1. Panzer-Division kehrte Orlando Ward in die USA zurück, wo er für kurze Zeit in Fort Hood eine Panzerabwehrschule (U.S. Army Tank Destroyer School) leitete. Zwischen Januar und Oktober 1944 übernahm er die Leitung der United States Army Field Artillery School in Fort Sill in Oklahoma. Danach bekam er den Oberbefehl über die 20. Panzer-Division, mit der er ab Februar 1945 wieder aktiv am Kriegsgeschehen in Europa teilnahm. Die folgenden drei Monate bis zum Ende des Krieges in Europa gehörte seine Einheit zu den Truppen, die nach Deutschland vordrangen.
Zwischen dem 7. Juni und dem 15. November 1946 kommandierte Ward als Nachfolger von Frank W. Milburn das V. Corps. Daran schloss sich der Oberbefehl über die 6. Infanterie-Division an, den er bis zum Januar 1949 innehatte. Diese Einheit war in Korea stationiert und wurde 1949 vorübergehend deaktiviert. Nach diesem Kommando leitete er bis 1953 die Abteilung für Militärgeschichte (Chief of Military History). Anschließend ging er als Generalmajor in den Ruhestand. Diesen Rang bekleidete er seit dem 10. März 1942 als Offizier der Army of the United States. In der regulären Armee erhielt er den Rang erst mit seinem Ausscheiden aus dem aktiven Dienst.
Seinen Lebensabend verbrachte Ward in Denver, wo er am 4. Februar 1972 verstarb. Der mit Edith Hanington Ward (1893–1991) verheiratete Offizier wurde auf dem Fairmount Cemetery in Denver beigesetzt.

## Orden und Auszeichnungen
Orlando Ward erhielt im Lauf seiner militärischen Laufbahn unter anderem folgende Auszeichnungen:
- Distinguished Service Cross
- Army Distinguished Service Medal
- Silver Star
- Legion of Merit
- Purple Heart
- Mexican Border Service Medal
- World War I Victory Medal
- Army of Occupation of Germany Medal
- American Defense Service Medal
- American Campaign Medal
- European-African-Middle Eastern Campaign Medal
- World War II Victory Medal
- Army of Occupation Medal
- National Defense Service Medal